# 茂山铁山站
茂山鐵山站（韓語：무산철산역）是朝鮮民主主義人民共和國咸镜北道茂山郡的一個鐵路車站，属于茂山线。

## 邻近车站
茂山线
铁松青年站 - 茂山鐵山站 - 茂山站